# فارفارا غراتشيفا
فارفارا غراتشيفا (مواليد 2 أغسطس 2000) هي لاعبة تنس محترفة روسية، أعلى تصنيف لها في الفردي كان ال70 في مارس 2022.

## روابط خارجية
- فارفارا غراتشيفا على موقع رابطة محترفات التنس (الإنجليزية)
- فارفارا غراتشيفا على موقع الاتحاد الدولي لكرة المضرب (الإنجليزية)
- فارفارا غراتشيفا على موقع كأس بيلي جين كينغ (الإنجليزية)
- فارفارا غراتشيفا على موقع بطولة ويمبلدون (الإنجليزية)
- فارفارا غراتشيفا على موقع خلاصة التنس.كوم (الإنجليزية)
- فارفارا غراتشيفا على موقع اللجنة الأولمبية الدولية (الإنجليزية)